# Terminal maritime Olympia
Le terminal maritime Olympia (finnois : Olympiaterminaali) est un terminal pour les passagers du Port du sud d'Helsinki en Finlande.

## Histoire
Les plans d’un nouveau terminal de passagers dans le port sud ont commencé en 1950 en vue des Jeux olympiques.

### Conception
Conçu par Aarne Hytönen et Risto-Veikko Luukkonen, le terminal est mis en service le 16 juin 1952 juste avant les Jeux olympiques d'été.

### Inauguration
Les premiers utilisateurs furent les bateaux pour Stockholm.

## Éléments du terminal
Le terminal Olympia donne accès aux lignes régulières de passages vers Stockholm et Tallinn. Il abrite aussi un point d'accueil de Tallink Silja.

### Accès
Le terminal est desservi par les lignes 2, 3 et 1A du tramway d'Helsinki :
- Gare centrale d'Helsinki (2,2 km), trams 2 et 3, descendre à Rautatieasema.
- Centre de Kamppi (3,1 km), tram 2 descendre à Kamppi M.
- Aéroport d'Helsinki (23,6 km), trams 2 and 3, descendre à Rautatieasema puis bus 615, bus 615T, bus Finnair ou trains I et P.

## Galerie

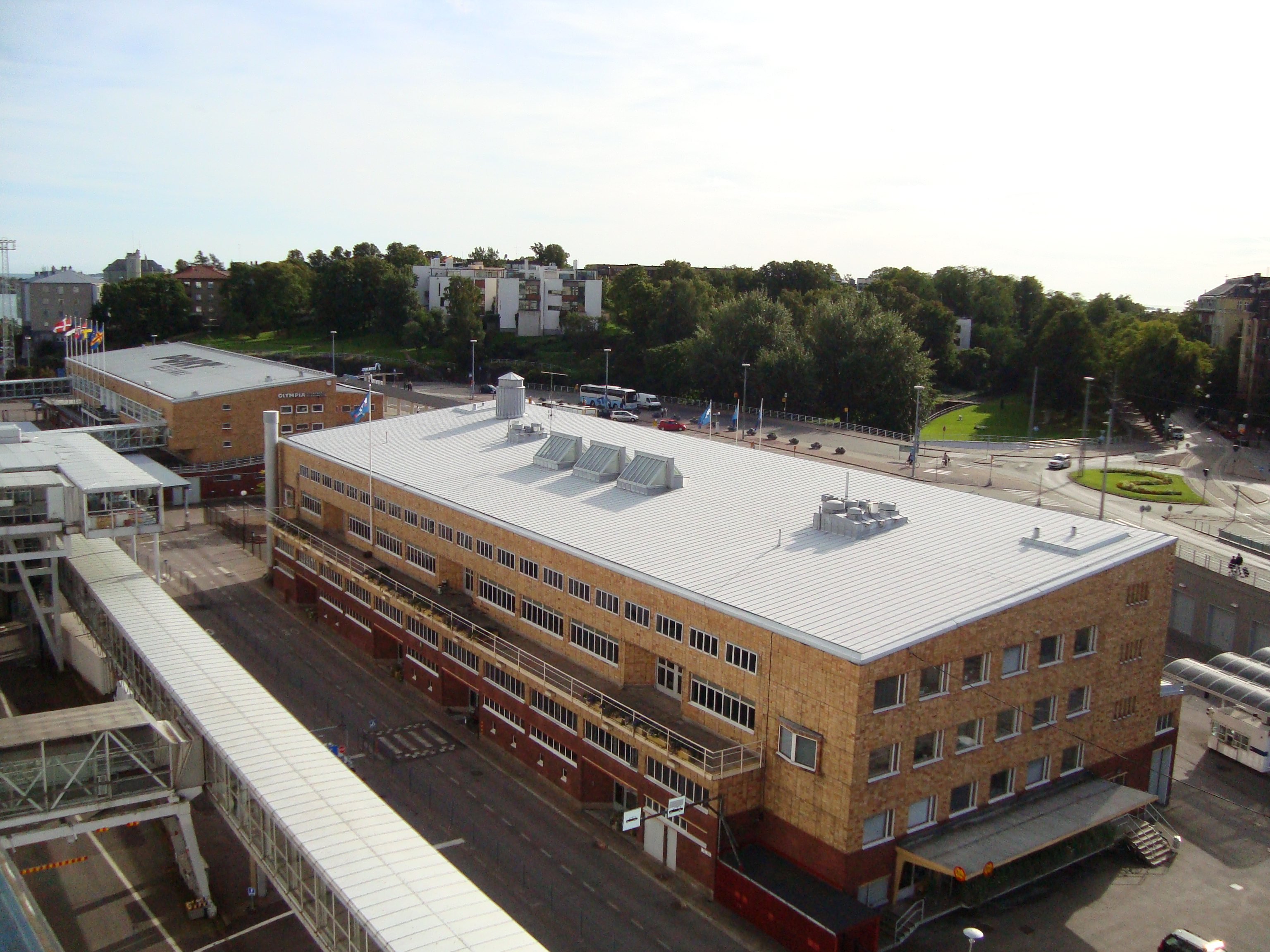
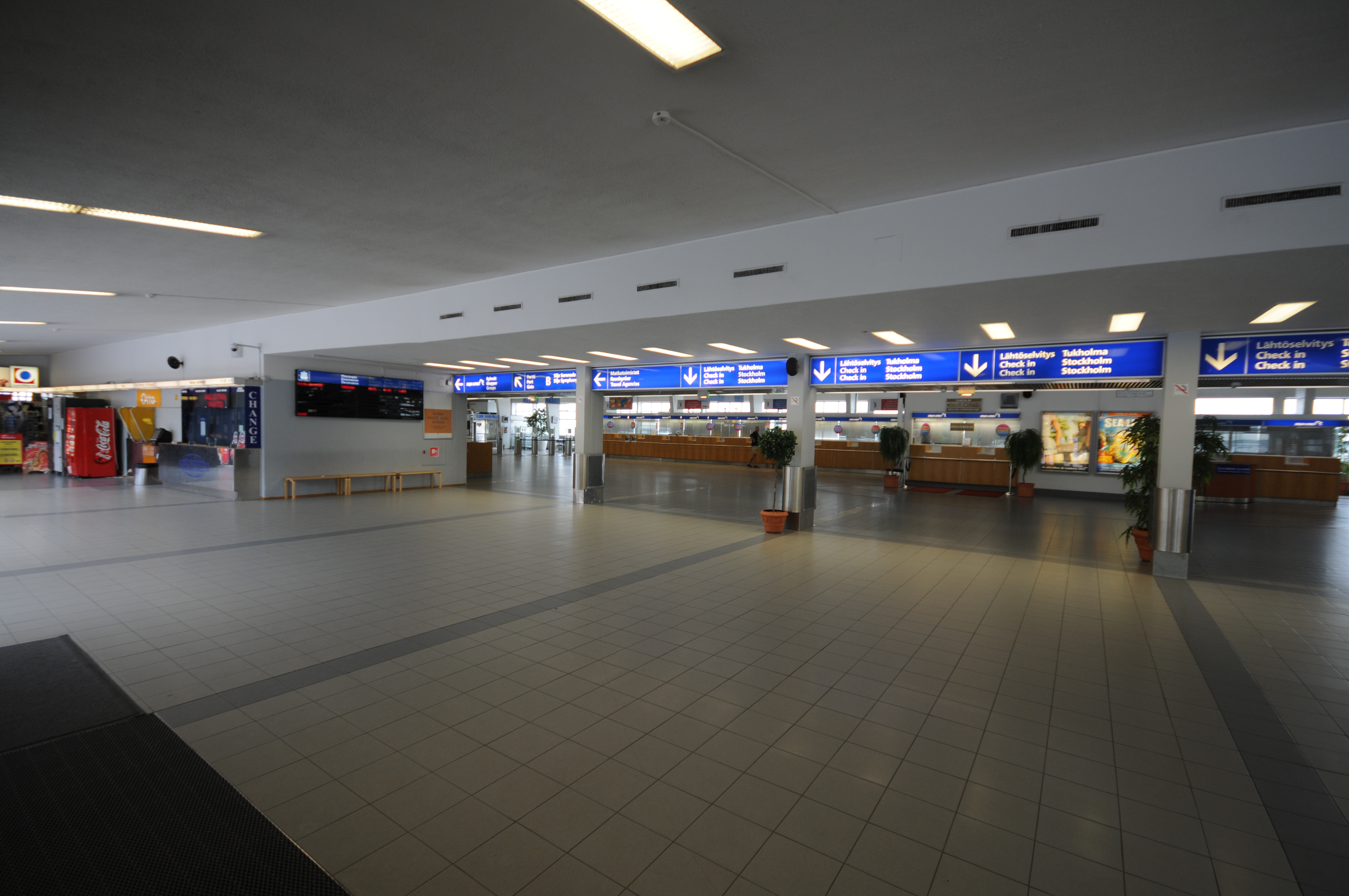
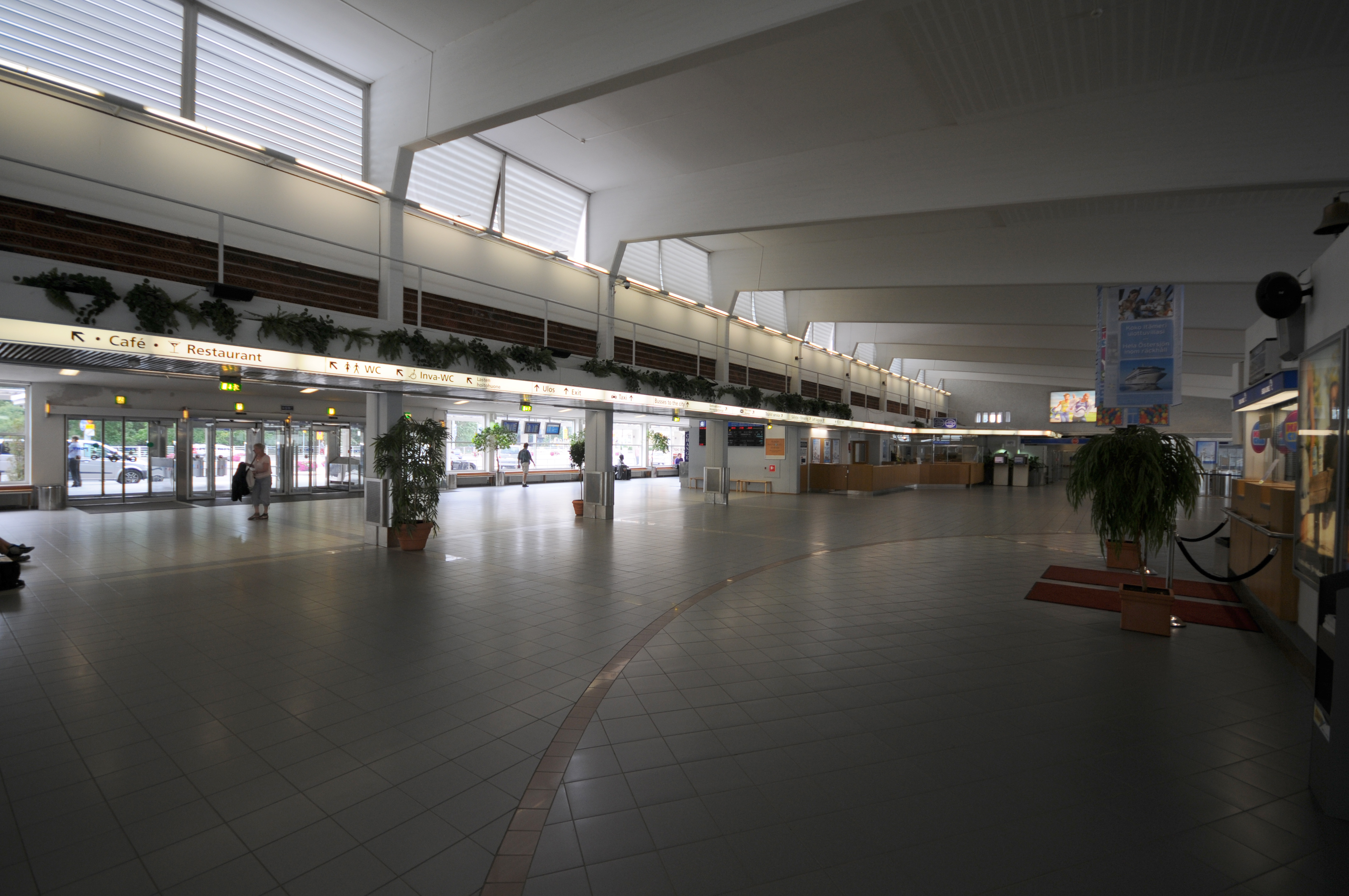
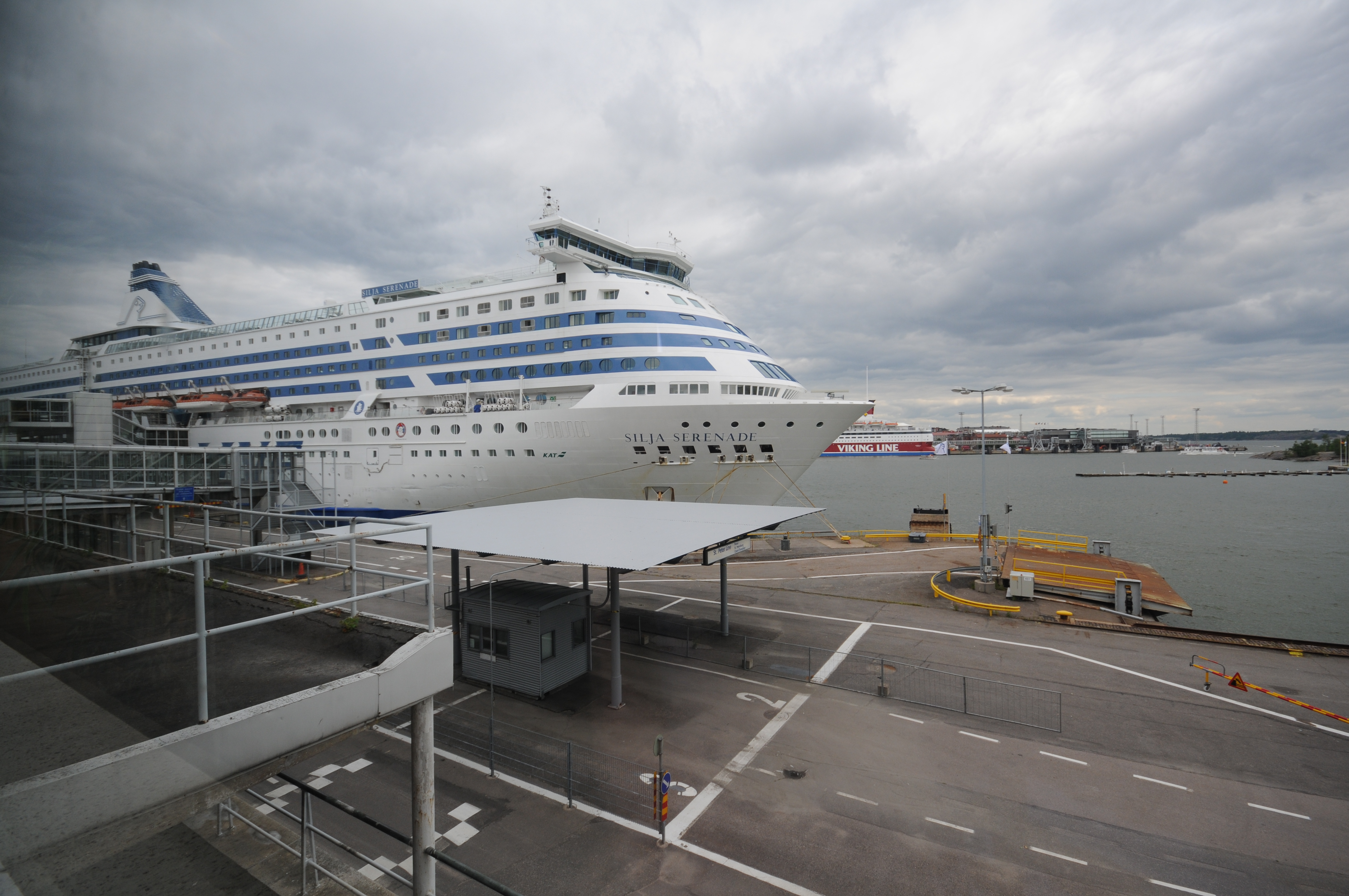
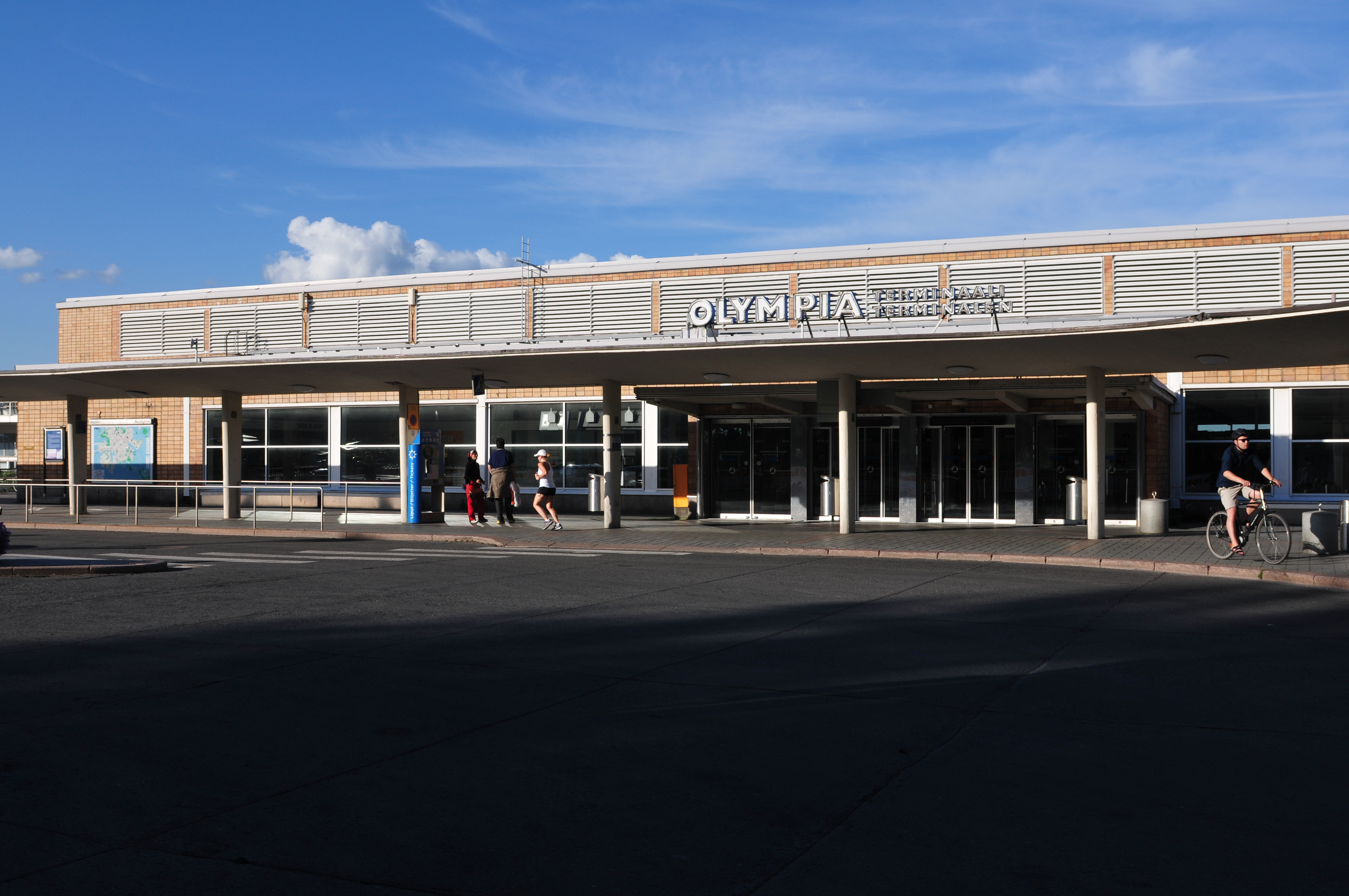